# Сятищка митрополия
Сятищката митрополия (на гръцки: Μητροπολιτικό Μέγαρο Σιατίστης) е сграда в южния македонски град Сятища, седалище на Сисанийската и Сятищка епархия на Вселенската патриаршия.
Сградата е разположена в центъра на северната махала Хора, северно от катедралния храм „Свети Димитър“. Строежът ѝ започва на 18 ноември 1946 г. на мястото на разрушената по време на окупацията стара сграда на митрополията и е открита на 18 декември 1949 г. Инициатор на изграждането на митрополията е Яков Сисанийски и Сятищки, като проектът е подкрепен финансово от сятищани, емигранти в Америка.